# Usha (ciudad)
Usha era una ciudad situada en la parte occidental de Galilea. En el siglo II (año 135 después de Cristo), una corte rabínica, conocida como el Sanedrín, fue trasladada desde la ciudad de Yavne, ubicada en la provincia de Judea, hasta la ciudad de Usha, ubicada en la región de Galilea. El asentamiento final en Usha, indica la supremacía espiritual definitiva de Galilea sobre Judea, principalmente porque esta última región había quedado despoblada, después de la segunda revuelta judía contra los romanos. Usha también fue una ciudad importante, porque algunos de los alumnos del Rabino Akiva ben Iosef residían allí, entre ellos el Rabino Shimon bar Yojai (RASHBI) y el Rabino Meir Baal HaNess.